# Melissoptila ecuatoriana
Melissoptila ecuatoriana là một loài Hymenoptera trong họ Apidae. Loài này được Urban mô tả khoa học năm 1998.